# 평강역 (평강)
평강역(平康驛)은 강원도 평강군에 있는 강원선의 철도역이다. 현재 강원선의 최남단 역이다.

## 연혁
- 1913년 7월 10일 : 철원~복계 개통과 함께 영업 개시[1]

## 사고
1991년에 역에서 폭발 사고가 일어났다.